# Họa Bì Chi Âm Dương Pháp Vương (1993)
Họa Bì bản điện ảnh năm 1993 hay còn có tên gọi khác là Âm Dương Pháp Vương (Tiếng Trung: Họa Bì Chi Âm Dương Pháp Vương) là một bộ phim kinh dị siêu nhiên của Hồng Kông, ra mắt năm 1993 với sự tham gia của Trịnh Thiếu Thu, Vương Tổ Hiền, Hồng Kim Bảo, Lâm Chánh Anh và Ngọ Mã. Bộ phim được đạo diễn bởi Hồ Kim Thuyên.
Nó dựa trên một câu chuyện nổi tiếng trong tập truyện ngắn kinh điển của Bồ Tùng Linh, Liêu trai chí dị.

## Nội dung
Một học giả (Trịnh Thiếu Thu) bắt gặp một thiếu nữ xinh đẹp (Vương Tổ Hiền) trong một con hẻm trên đường về nhà và dẫn cô đến nhà mình. Khi ở đây, anh ta cố gắng cưới được cô ta làm vợ lẽ. Tình cờ, vợ anh và anh phát hiện ra rằng cô gái đó thực sự là một hồn ma, con ma đó phải vẽ và ghép miếng da người lên mặt để trông giống người. Kinh hoàng, học giả nhờ đến sự giúp đỡ của hai Đạo sĩ, người đã cho anh ta một cây roi ma thuật để trói hồn ma. Tuy nhiên, có vẻ như hồn ma này là một hồn ma lành tính - cô ta chỉ muốn thoát khỏi nanh vuốt của Âm Dương Pháp Vương độc ác, một chúa tể vô diện với sức mạnh kinh hồn, kẻ thoải mái đi lại giữa thế giới phàm trần và linh hồn, và cũng là kẻ dường như đang kiểm soát số phận của một số linh hồn đã chết.
Hai vị Đạo sĩ chiến đấu với Pháp Vương để giải thoát cho hồn ma, nhưng nhận ra năng lực ma thuật của họ không đủ. Thay vào đó, họ sử dụng hồn ma để truy tìm một Đạo sư cao tay (Hồng Kim Bảo) đang ẩn mình nơi thôn dã. Trong khi đó, Âm Dương Pháp Vương đã chiếm hữu được học giả và tàn phá trong cõi trần. Các vị đạo sĩ cuối cùng đã tìm ra và thuyết phục Đạo sư, người quyết định tiêu diệt Âm Dương Pháp Vương độc ác để đưa đường chỉ lỗi cho hồn ma trở lại địa ngục.

## Diễn viên
- Trịnh Thiếu Thu
- Vương Tổ Hiền
- Hồng Kim Bảo
- Lâm Chánh Anh
- Ngọ Mã
- Lưu Tuân